# Shōrin-ryū

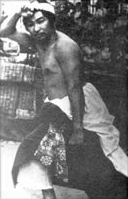
Mestra Matsumura.

El sistema de karate anomenat en l'actualitat shōrin-ryū va ser creat pel mestre Matsumura Sokon, però va ser sistematitzat pel seu deixeble, el mestre Anko Itosu o Yasutsune Itosu, en diverses de les formes o katas; per posteriorment ser dividit en diverses variants i escoles per diversos dels seus alumnes. Diversos artistes marcials de l'escola shorin Ryu en les seves diverses branques assumeixen que el nom de l'estil fa al·lusió directa al temple shaolin, ja que en uchinaiguchi (el llenguatge d'Okinawa) shaolin es pronuncia Shorin. No obstant això atès que el mestre Anko Itosu era secretari de l'últim rei d'Okinawa (el rei Sho Tai), i lingüista, el nom Shorin dona lloc a diverses interpretacions, una d'aquestes diu que la síl·laba "Sho" fa al·lusió a la família reial d'Okinawa i "rin" seria bosc, donant a entendre l'estil del bosc de Sho, del rei Sho tai; així mateix una altra manera de llegir l'ideograma kanji, Sho és Matsu, com el nom del seu mestre Matsumura Sokon. Per tant, l'afirmació associada al temple Shaolin no és del tot certa.